# حكومة عبد الكريم الكباريتي
حكومة عبد الكريم الكباريتي هي الحكومة الحادية والثمانون من حكومات المملكة الأردنية الهاشمية. شكّل عبد الكريم الكباريتي الحكومة في 4 فبراير عام 1996م، بتكليف من ملك الأردن الحسين بن طلال. وقد حلّت الحكومة في شهر مارس 1997.

## أعضاء مجلس الوزراء
| عبدالكريم علاوي الكباريتي          | رئيسا للوزراء ووزيرا للخارجيه ووزيرا للدفاع |
| عبد الله عبدالكريم حمدان النسور    | وزيرا للتعليم العالي                        |
| عوض محمد عوده خليفات               | وزيرا للداخليه                              |
| عبدالهادي عطاالله جعفر المجالي     | وزيرا للاشغال العامة والاسكان               |
| عبدالكريم فيصل "ضيف الله" الدغمي   | وزيرا للعدل                                 |
| جمال احمد مفلح الصرايره            | وزيرا للبريد والاتصالات                     |
| سمير فرحان خليل قعوار              | وزيرا للمياه والري                          |
| علي حسين محمد ابوالراغب            | وزيرا للصناعة والتجاره                      |
| صالح شفيق خليل ارشيدات             | وزيرا للسياحة والاثار                       |
| عبد الرزاق بديوي إسماعيل طبيشات    | وزيرا للشؤون البلديه والقرويه والبيئه       |
| عارف سعد علي البطاينه              | وزيرا للصحة                                 |
| عبدالسلام داود محمد العبادي        | وزيرا للاوقاف والشؤون والمقدسات الاسلاميه   |
| ريما "محمد خلف" سعيد "خلف الهنيدي" | وزيرا للتخطيط                               |
| هاشم احمد مطلق الدباس              | وزيرا للطاقه والثروه المعدنيه               |
| محمد احمد سالم الذويب              | وزير دوله للشؤون البرلمانيه                 |
| هشام فالح احمد التل                | وزير دوله لشؤون رئاسة الوزراء               |
| حماد محمد فليح أبو جاموس           | وزيرا للتنميه الاجتماعيه                    |
| منير حسني شوماف صوبر               | وزيرا للتموين                               |
| عبد الحافظ كاسب عبدالعزيز الشخانبه | وزيرا للعمل                                 |
| مفلح حمد المنيزل الرحيمي           | وزير دوله                                   |
| احمد مفلح مرعي القضاه              | وزبرا للثقافه                               |
| مصطفى سليمان فلاح الشنيكات         | وزيرا للزراعه                               |
| محمود عبداللطيف ذيبان الهويمل      | وزير دوله                                   |
| محمد حسن سليمان داووديه            | وزيرا للشباب                                |
| محمد عوده حسن نجادات               | وزير دوله                                   |
| منذر واصف عمر المصري               | وزيرا للتربيه والتعليم                      |
| مروان محمود حسان عوض               | وزيرا للماليه                               |
| خالد فلاح محمد المدادحه            | وزير دولة للشؤون الخارجية                   |
| مروان جميل عيسى المعشر             | وزيرا للاعلام                               |
| كمال ناصر اسعد برهم                | وزيرا للتنمية الاداريه                      |
| ناصر احمد عبدالكريم اللوزي         | وزيرا للنقل                                 |

## وصلات خارجية
- موقع رئاسة الوزراء